# COBIT
COBIT är en förkortning för Control Objective for Information and Related Technology Standards.
En samling av generellt accepterade och applicerbara standarder för främst Informationsteknologin. En motsvarighet för den finansiella kontrollen finns i COSO.
De standarder som utgör COSO utfärdas av en icke vinstinriktad organisation som heter IT Governance Institute (ITGI). År 2003 publicerade ITGI även IT Control Objectives for Sarbanes Oxley, vilka specifikt tar sikte på de finaniella rapporteringsaspekterna av COBIT.
Den mesta informationen kring COBIT är gratis och går att ladda hem via deras hemsida 